# Kalhana
Kalhana – indyjski bramin, poeta i historyk z XII wieku, syn kaszmirskiego ministra Champaki.
W latach 1147–1149 napisał w sanskrycie swoje główne dzieło Radżatarangini ("Rzeka królów"), będące kroniką Kaszmiru od czasów legendarnych do współczesnych autorowi. Odznaczająca się dużymi walorami literackimi Radżatarangini jest jednak uważana za wiarygodną tylko w odniesieniu do okresu bezpośrednio poprzedzającego życie autora.